# Kirche Gröba (Riesa)
Die Kirche Gröba ist eine romanische Kirche mit barocker Innenarchitektur im heutigen, gleichnamigen Stadtteil von Riesa. Sie gehört neben der Trinitatiskirche, der Klosterkirche und der Kirche Weida zur Evangelisch-Lutherischen Kirchgemeinde Riesa. Die Kirche steht heute unter Denkmalschutz.

## Geschichte
Auf dem Gelände befand spätestens seit dem 10. Jahrhundert ein slawischer Ringwall, dessen Reste heute fast völlig eingeebnet und überbaut, aber dennoch noch erkennbar sind.
Vorläufer der Kirche auf dem Gebiet war eine Burgwartkirche. Spätestens im 12. Jahrhundert ist ein massiver Steinbau am heutigen Standort nachweisbar und im Jahr 1168 wurde sie als Kirche zu Groben erstmals in den Schriftquellen erwähnt. Vermutlich ist sie damit nach der Klosterkirche die zweitälteste Kirche von Riesa. Unter Einbeziehung der Nord- und Südmauer des romanischen Vorgängerbaus wurde zwischen 1720 und 1734 der heutige Barockbau errichtet.

## Ausstattung

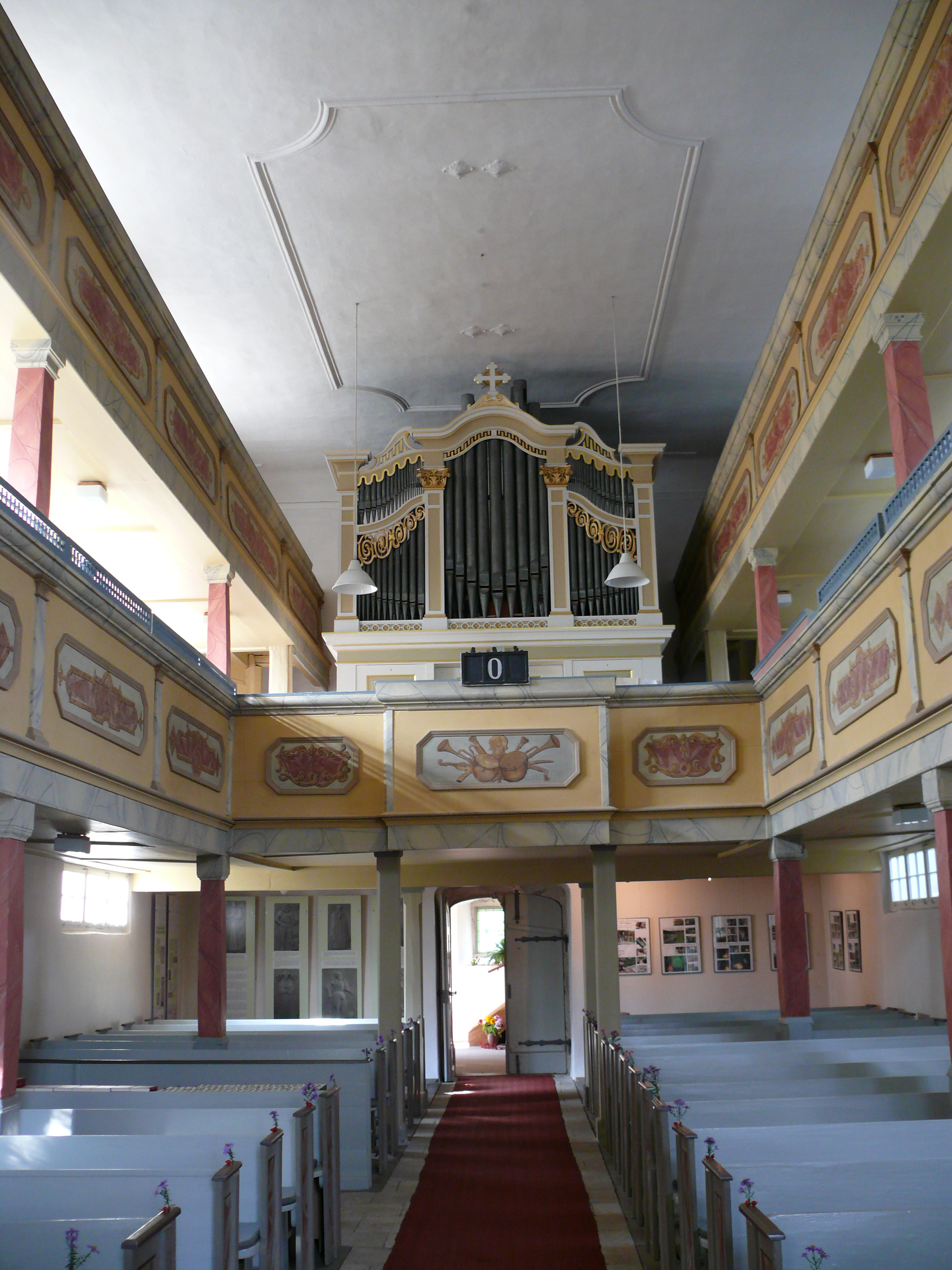
Kircheninnenraum mit der Jahn-Orgel

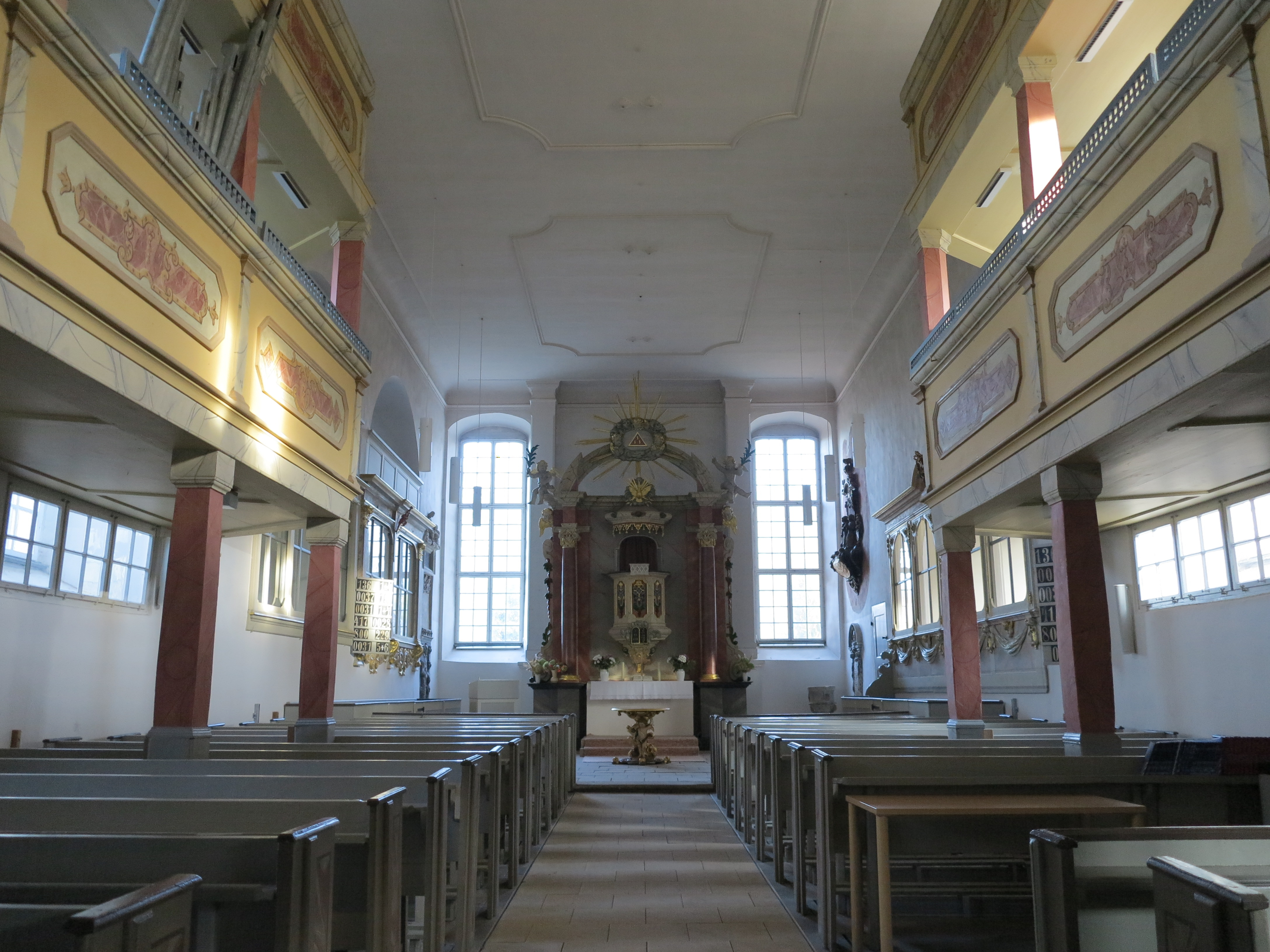
Kircheninnenraum, Blick zum Altar

Im Jahr 1734 kam es zur Vollendung des Turms und der Inneneinrichtung mit Holzschnitzereien (u. a. geschnitztes Akanthusblattrankenwerk an den Betstuben) des Dresdner Bildhauers Ludwig Lücke (um 1705–1780).
Die Kirche bekam 1795 eine von Johann Georg Friedlieb Zöllner in Hubertusburg gefertigte Orgel, die der Schlossbesitzer von Gröba, Johann Carl Benedict von Wacker, stiftete. Diese mechanische Orgel wurde 1905 durch eine neue pneumatische Orgel von Johann Jahn mit 24 Registern auf zwei Manualen und Pedal ersetzt. Die drei bronzenen Glocken, die während des Zweiten Weltkrieges eingeschmolzen worden waren, wurden 1957 durch von der Glockengießerei Schilling in Apolda produzierte eiserne ersetzt. 1988 wurde der Turm und 1992 bis 1994 der gesamte Kirchenbau umfangreich restauriert. Zwischen 1996 und 1999 wurde die barocke Ausmalung des Kirchenraums, die 1857 übermalt worden war, durch die Dresdner Restauratoren Peter Taubert, Hans Riedel und Hilke Frach-Renner restauriert.

## Geläut
Das Geläut besteht aus drei Eisenhartgussglocken, der Glockenstuhl und die Glockenjoche sind aus Stahl gefertigt.
Im Folgenden eine Datenübersicht des Geläutes:
| Nr. | Gussdatum | Gießer                                 | Durchmesser | Masse   | Schlagton |
| --- | --------- | -------------------------------------- | ----------- | ------- | --------- |
| 1   | 1956      | Glockengießerei Schilling & Lattermann | 1380 mm     | 1153 kg | fis′      |
| 2   | 1956      | Glockengießerei Schilling & Lattermann | 1150 mm     | 682 kg  | a′        |
| 3   | 1956      | Glockengießerei Schilling & Lattermann | 1020 mm     | 430 kg  | h′        |

## Grabplatten derer von Nitzschwitz
Im Zuge der Renovierung der Schäden, die durch das Hochwasser 2002 entstanden waren, wurden sieben Grabplatten der Adelsfamilien von Nitzschwitz und Vitzthum von Apolda gefunden, die aus dem 16. und 17. Jahrhundert stammen. Im Juli und August des Jahres 2004 führte das Landesamt für Archäologie Sachsen Ausgrabungen im Innenraum der Kirche von Riesa-Gröba durch. Aufgrund von konservatorischen Gründen verblieben die Platten im Boden. Damit Besucher sich dennoch ein Bild von den Gräbern machen können, wurden großformatige Aufnahmen der Funde auf Tafeln in der Kirche aufgestellt.

## Friedhof
Der Friedhof um die Kirche beherbergt die Gräber einiger Besitzer des Ritterguts bzw. des Schlosses Gröba, u. a. Angehörige der Familien von Altrock und von Kommerstädt, sowie mehrerer ehemalige Pfarrer. Drei Gräber sind besonders auffällig: Das prachtvolle Grab von Maria Elisabeth Rüssing, geb. Pfeiffer (1748–1828), das sich ursprünglich im nahe gelegenen Park des Schlosses befand und dann auf den Kirchfriedhof umgesetzt wurde, das Grab der Eltern Martin Hammitzschs, des Erbauers der Dresdner Yenidze und Ehemanns von Adolf Hitlers Halbschwester Angela, sowie das Grab Carl Gottfried Schneiders (1807–1853), des Erbauers des Oberauer Tunnels. Zudem ist 1922 vor dem Kirchturm ein Denkmal für die 174 Riesaer, die während des Ersten Weltkrieges gefallen waren, erbaut worden.

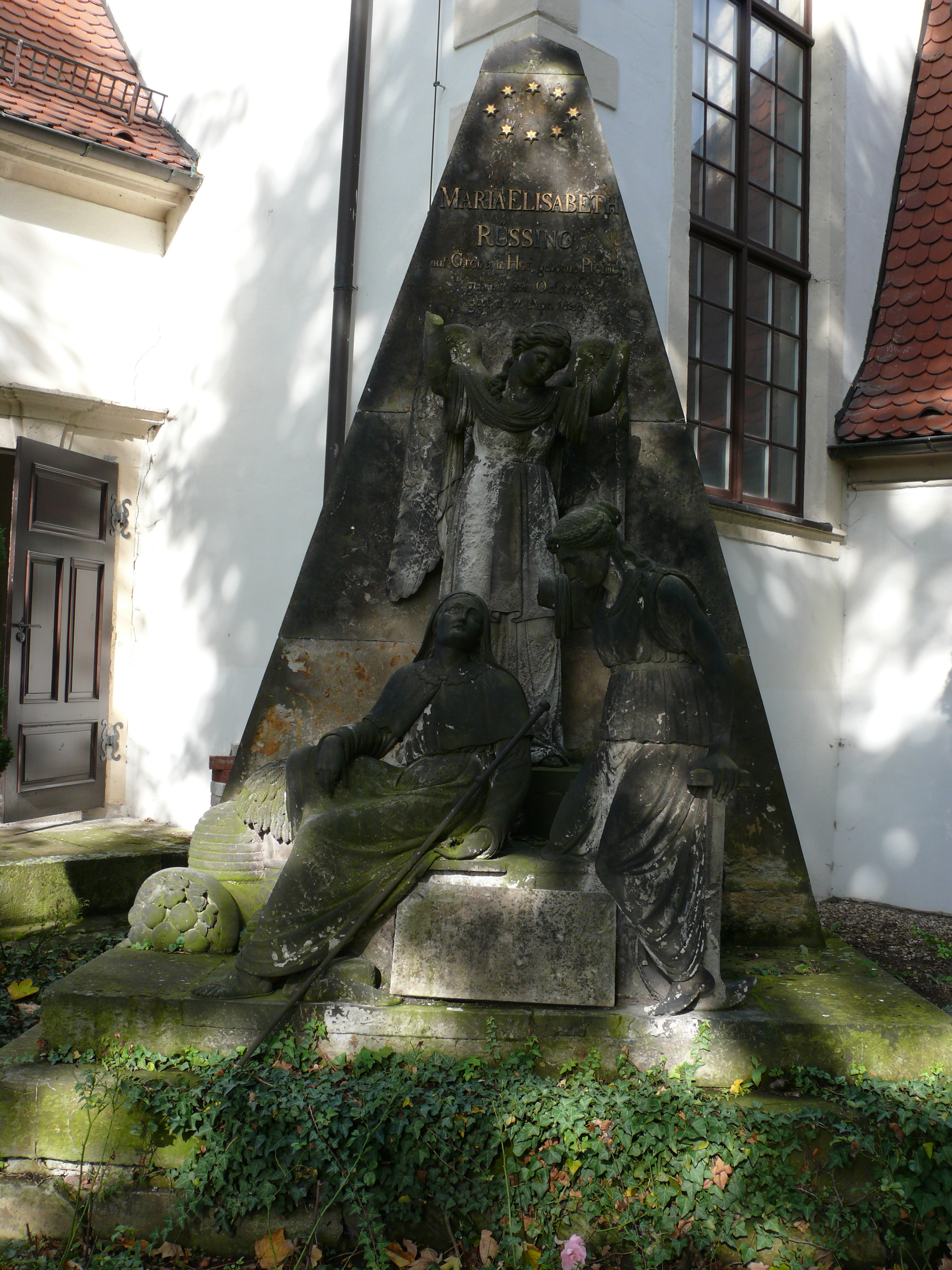
Maria Elisabeth Rüssing
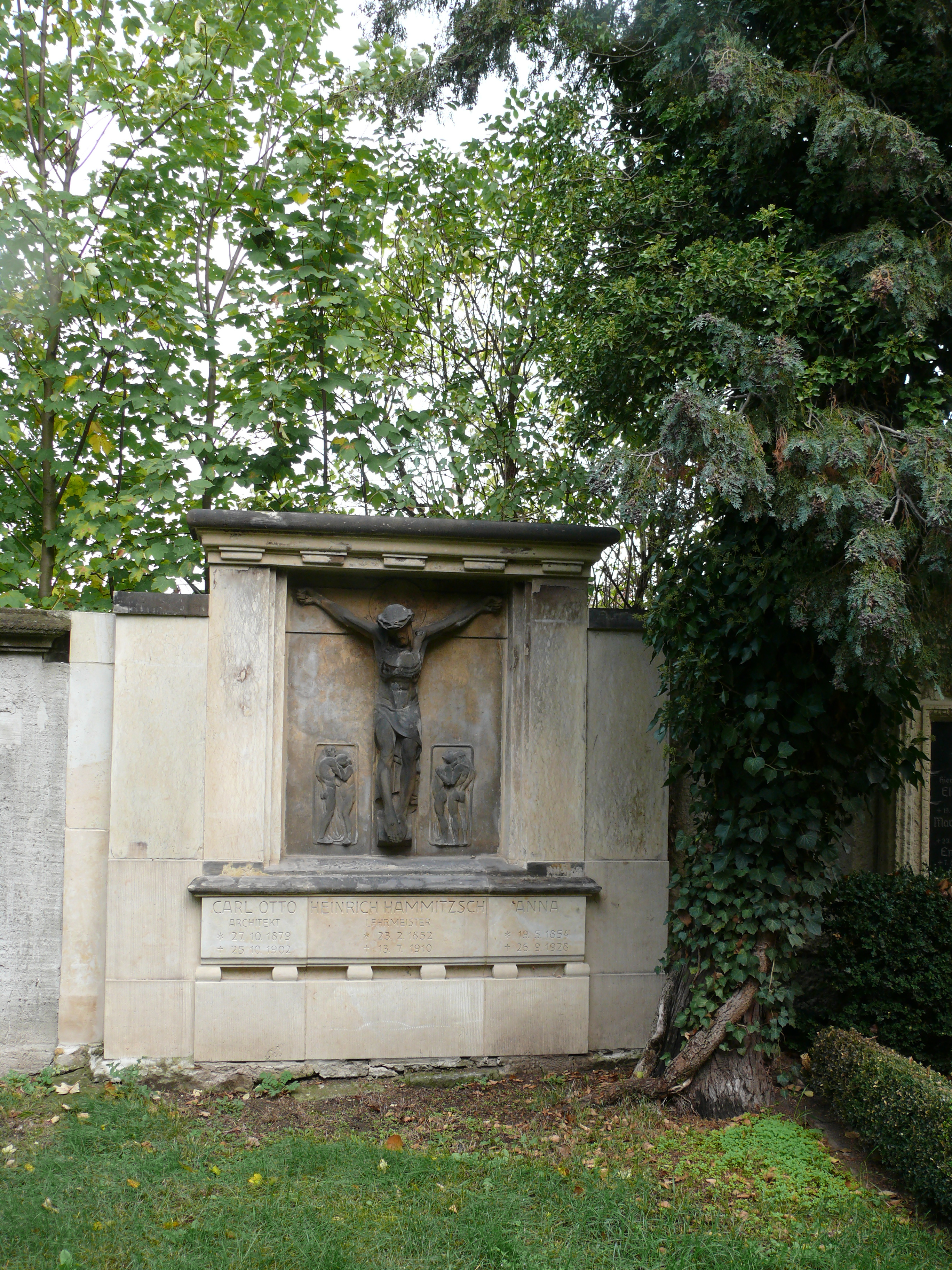
Heinrich und Anna Hammitzsch
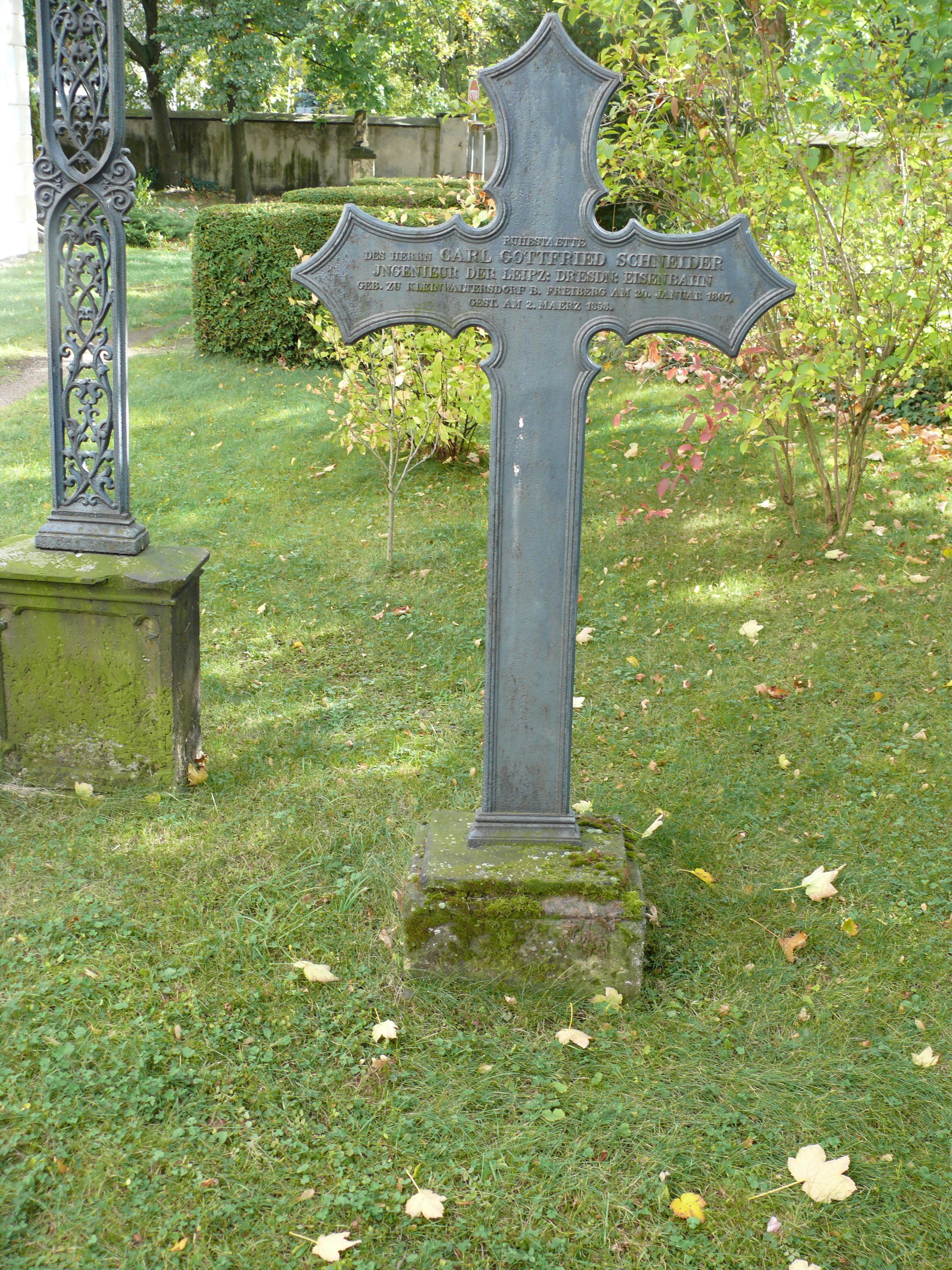
Carl Gottfried Schneider
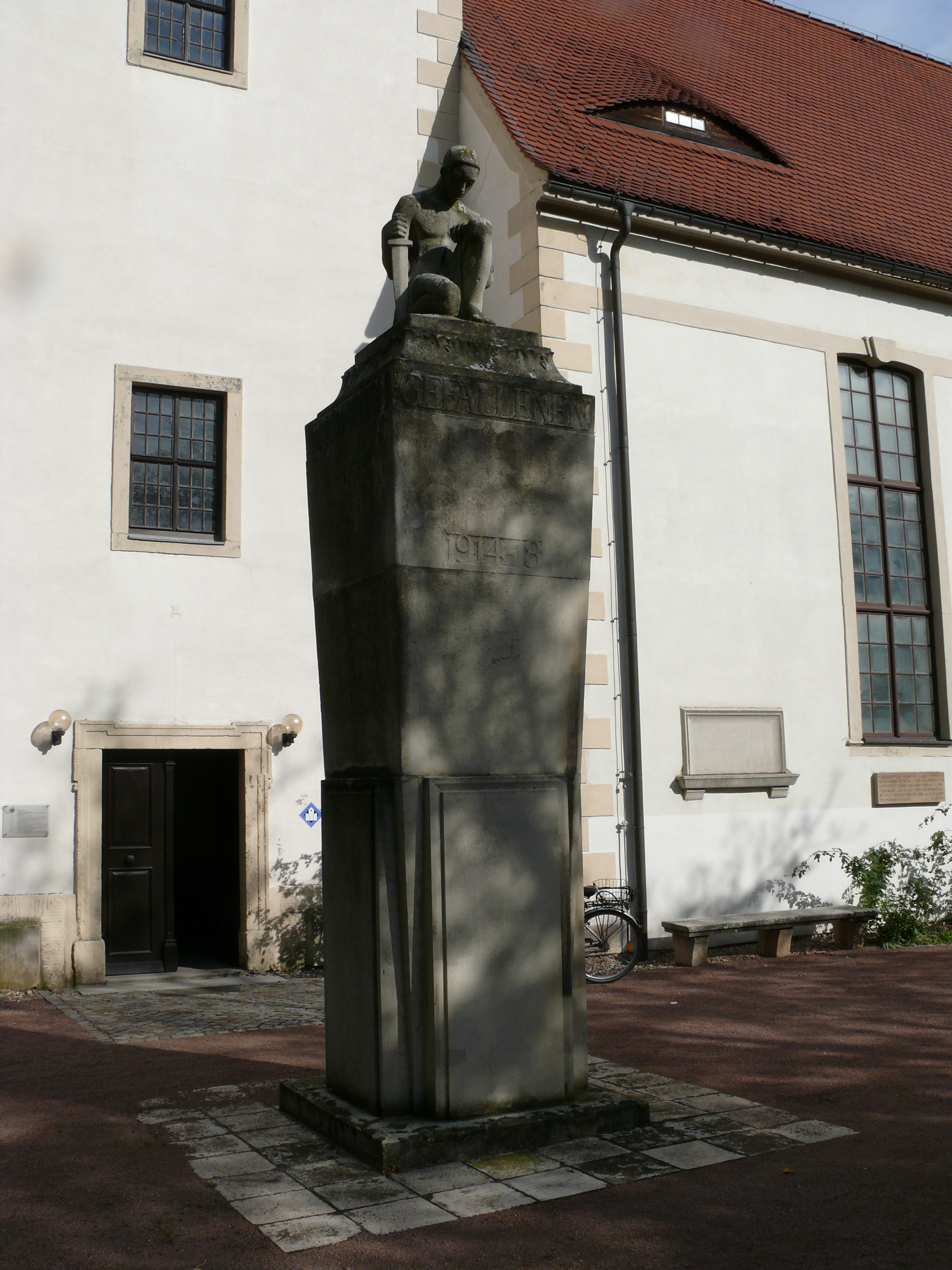
Denkmal der Gefallenen des Ersten Weltkrieges
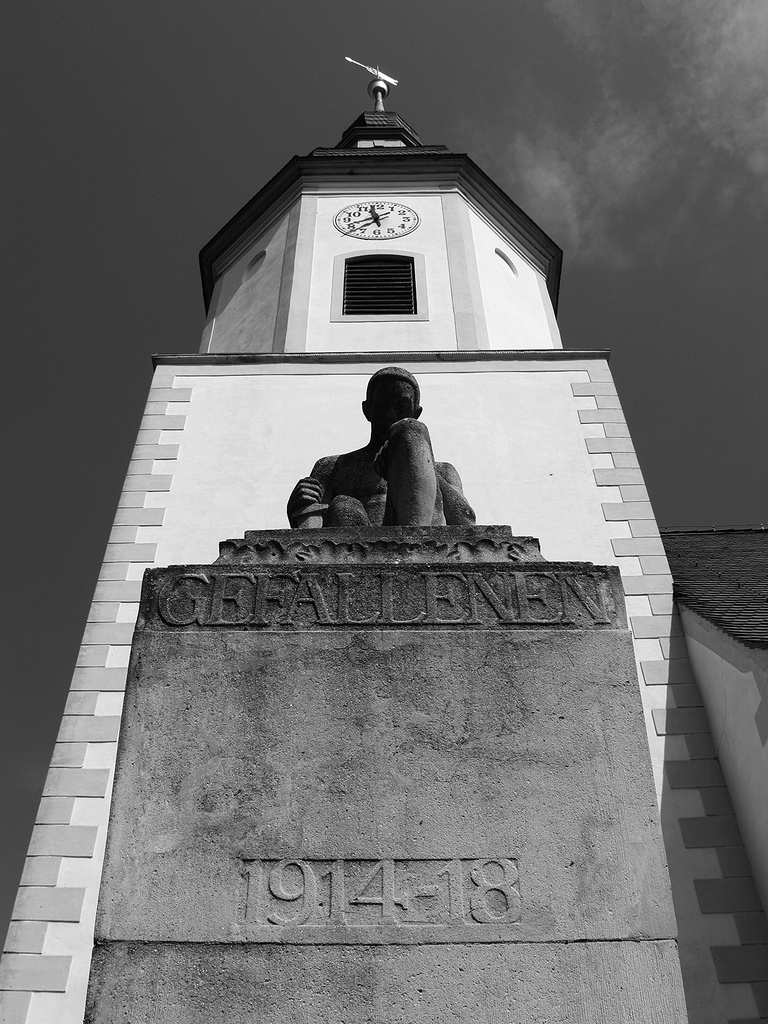
Denkmal der Gefallenen des Ersten Weltkrieges

An der nordwestlichen Ecke der Friedhofsmauer befinden sich noch geringe Reste der slawischen Wallanlage, die im 10. Jahrhundert erbaut und nach der deutschen Landnahme als Burgward umfunktioniert wurde. Schriftlich erwähnt wurde die nun deutsche Burg im Jahr 1046, als König Heinrich III. sie seiner Frau Agnes schenkte.

## Liste der Pfarrer

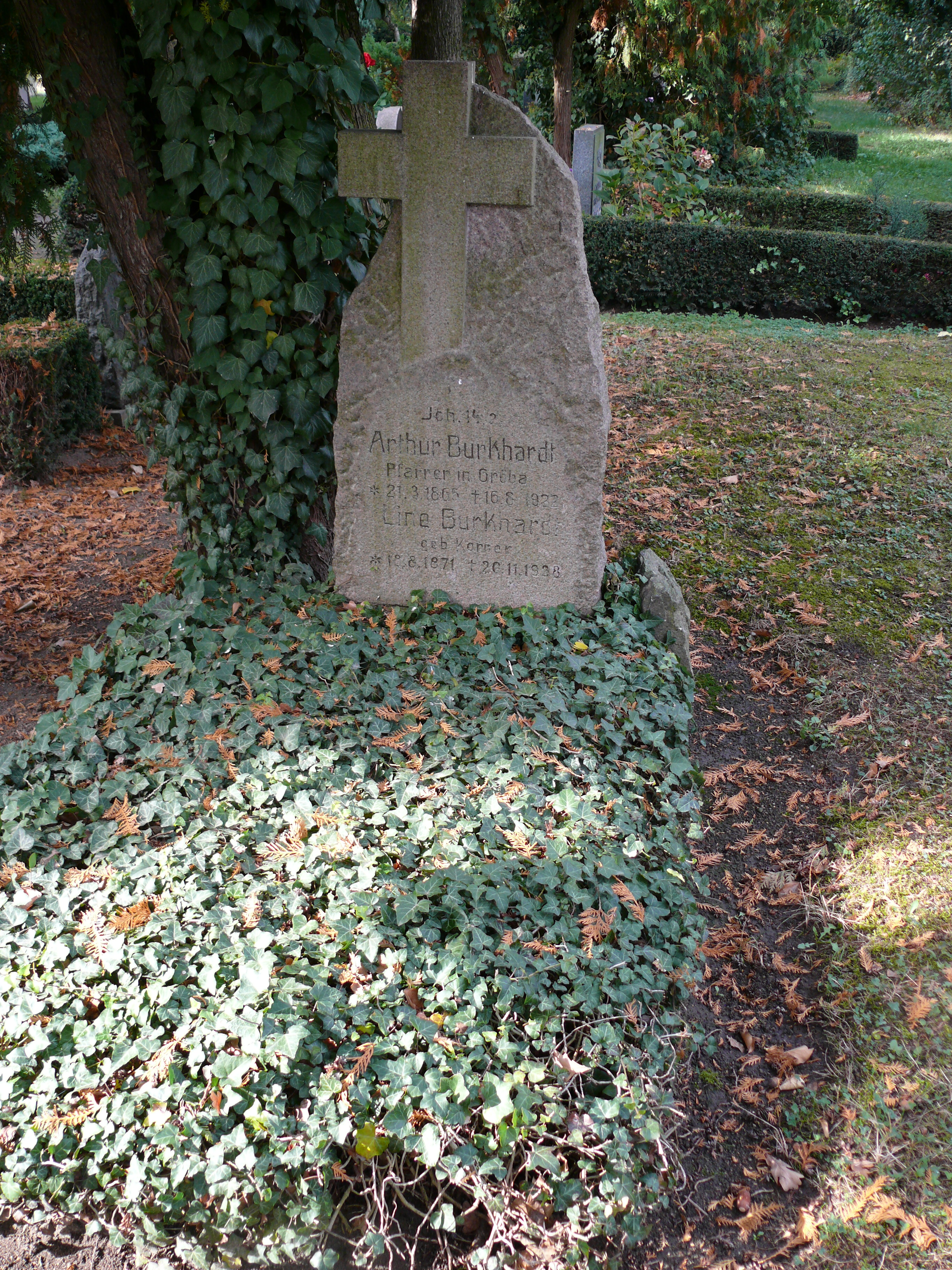
Grab Pfarrer Arthur Burkhardt

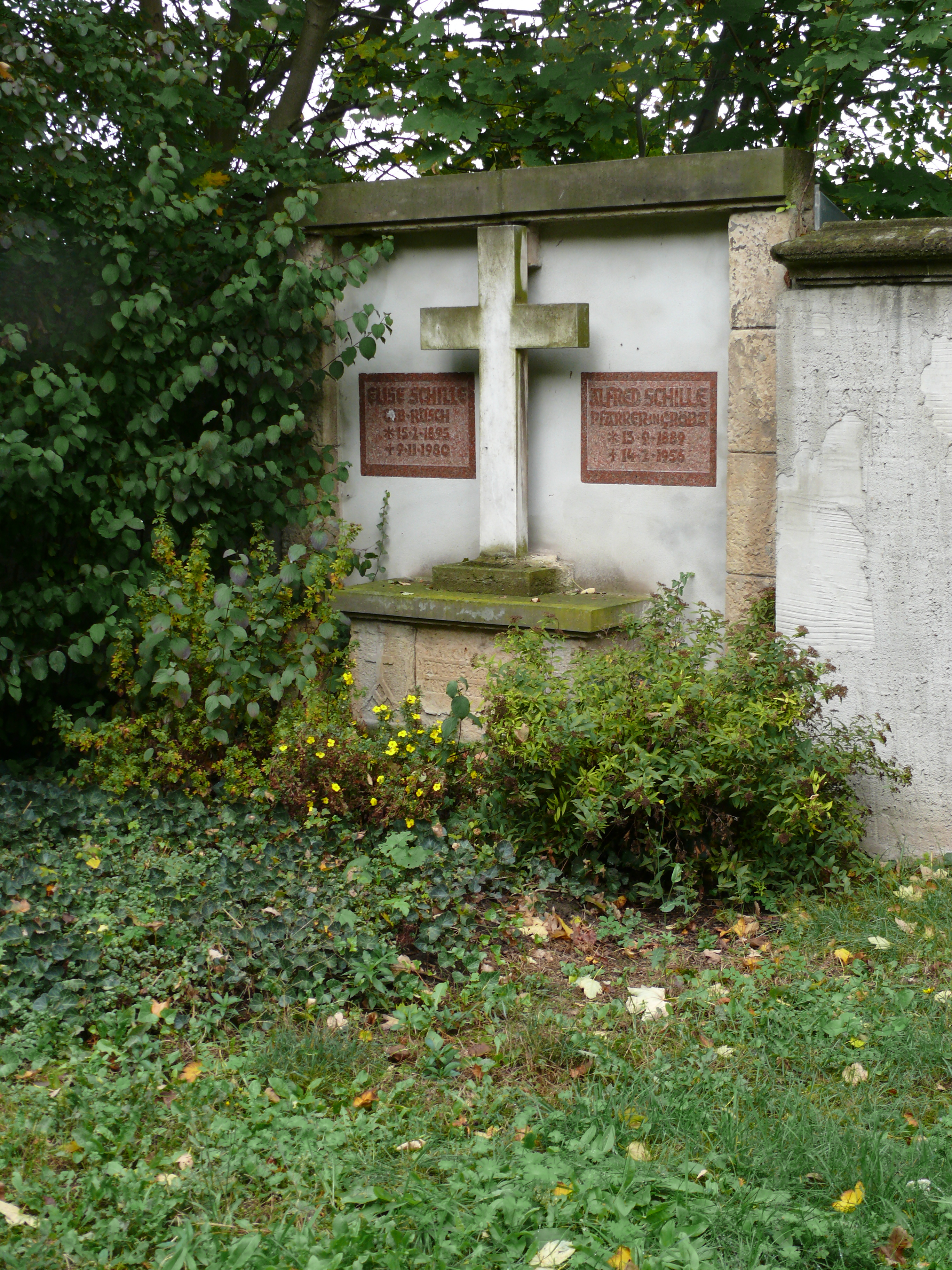
Grab Pfarrer Alfred Schille

| Pfarrer                        | Amtszeit              | Anmerkungen |
| ------------------------------ | --------------------- | --- |
| Wolfgang Bandorf (Bartorf?)    | 1540 bis 1548         | aus Gräfenthal; war zuvor Kirchner in Gröba, danach Pfarrer in Linz                                              |
| Sylvester Treuteler            | 1548 bis 1549         | aus Großenhain, gest. 1597; zuvor Tuchmacher, danach Pfarrer in Niederschöna                                     |
| Blasius Hofmann                | 1549                  | geb. 1524 (?) in Oschatz                                                                                         |
| Jonas Vopel                    | 1581 bis 1588         | geb. 1546 in Halle, gest. 1588; zuvor Pfarrer in Reinsberg                                                       |
| Simon Seidendorf (Seydendorff) | 1588 bis 1620         | geb. 1537 in Leisnig, gest. 3. September 1620 in Gröba; zuvor Pfarrer in Merkwitz                                |
| Paul Leutritz                  | 1620                  | geb. 1558 in Großenhain                                                                                          |
| Elias Raffs                    | 1638 bis 1649         | geb. 1612 in Pirna, gest. 1649                                                                                   |
| David Kaiser (Kayser)          | 1649 bis 1654         | geb. 1616 in Oschatz; zuvor Pfarrer in Oschatz, danach in Riesa                                                  |
| Christian Bertram              | 1654 bis 1659         | geb. 1624 (?) in Kamenz, gest. 1663                                                                              |
| Johann Buchwald                | 1659                  | geb. 1633 in Ortrand, gest. 1710                                                                                 |
| Christian Schilling            | 1710                  | geb. 1670 in Pegau                                                                                               |
| Christoph Sigismund Martius    | 1729                  | geb. 1699 in Langenbernsdorf                                                                                     |
| Adam Gottfried Hunger          | 1738                  | geb. 1708 in Wittenberg                                                                                          |
| Johann Immanuel Lehmann        | 1775                  | geb. 1744 in Döbeln                                                                                              |
| Johann August Lehmann          | 1806                  | geb. 1777 in Gröba                                                                                               |
| Johann Gotthelf Heinicke       | 1827 bis 1837         | geb. 1797 in Gohrisch bei Mühlberg                                                                               |
| Friedrich Valentin Rösel       | 1857 bis 1875         | geb. 1820 in Münchenbernsdorf, gest. 1888; zuvor Diakon in Reichenbach im Vogtland, danach in Pfarrer in Kiebitz |
| Bernhard Graf                  | 1876                  | geb. 1846 in Meißen                                                                                              |
| Theodor Reinhold Werner        | 1886                  | geb. 1851 in Reichenbach im Vogtland                                                                             |
| Paul Arthur Burkhardt          | 1905                  | geb. 1865 in Frohburg, gest. 1922                                                                                |
| Heinrich Rudolf Stempel        | 1923 bis 1934         | geb. 1879 in Pulsnitz, verstarb in Leipzig an den Folgen der 1934 erlittenen Folter im KZ Hohnstein              |
| Vakant                         |                       | |
| Gustav Alfred Schille          | 1937                  | geb. 1889 in Fuchshain, gest. 1956                                                                               |
| ?                              |                       | |
| Friedrich Großmann             | Mitte 1970er bis 2003 | verwaltete den Nachlass von Rudolph Stempel                                                                      |
| Dieter Kröhnert                | 2004 bis heute        | geb. 1956 in Schlegel                                                                                            |